# 粟谷品三
粟谷 品三（あわや / あわたに しなぞう、1830年4月7日（天保元年3月15日）- 1895年（明治28年）11月10日）は、明治期の実業家、政治家。衆議院議員。旧名・桜木注兵衛。

## 経歴
阿波国板野郡五条村（徳島県板野郡五条村、一条村、一条町、吉野町を経て現阿波市吉野町五条）で、地主・桜木忠兵衛の息子として生まれた。10歳で父が死去したため伯父、藍玉商・桜木忠次の後見を受けて成長した。農業より商業を好み大阪で藍玉、砂糖の商いを数年行って、弟・延次郎に家督を譲り大坂に移った。
幕末に剣術を習い、諸藩の浪士と交わり国事に奔走した。明治維新後、名を粟谷品三と改め、幕末に往来した防長諸州の物産を扱う防長物産会社を有志と組織して社長に就任した。しかし、資金と信用が不足していたため解散に追い込まれたが、その名が世間に知られるきっかけとなった。幕末の人脈を生かし外国課収税所用聞となり、その後、銃砲弾薬類の売買を許された。1873年（明治6年）貿易取締会社社長、貿易五厘金取調御用掛となり、さらに同志と生糸改良会社を設立して社長に就任した。
政界では、戸長を務めた。1879年（明治12年）西区会議員に就任。1882年（明治15年）大阪府会議員に選出され、同府所得税調査委員、同勧業委員なども務めた。1890年（明治23年）7月、第1回衆議院議員総選挙（大阪府第1区）で当選し、1894年（明治27年）9月の第4回総選挙まで再選され、衆議院議員に連続4期在任した。議員在任中の1895年11月に死去した。墓所は大阪市営南霊園。

## 国政選挙歴
- 第1回衆議院議員総選挙（大阪府第1区、1890年7月、大成会）当選[5]
- 第2回衆議院議員総選挙（大阪府第1区、1892年2月、近畿倶楽部）当選[5]
- 第3回衆議院議員総選挙（大阪府第1区、1894年3月、無所属）当選[5]
- 第4回衆議院議員総選挙（大阪府第1区、1894年9月、無所属）当選[6]